# Крымские землетрясения (1927)
Крымские землетрясения 1927 года — серия из двух землетрясений на Крымском полуострове, произошедших 26 июня и в ночь с 11 на 12 сентября 1927 года.

## Из истории крымских землетрясений
Самое древнее на территории Крыма землетрясение, подтвержденное источниками — Пантикапейское землетрясение (63 год до н. э.). Описана и катастрофа 480 года нашей эры. Она произошла примерно в сентябре-октябре и продолжалась около 40 дней. Событие известно из дошедшей до нас надписи в Херсонесе Таврическом, который потерпел большие разрушения.
Известны землетрясения 1292 года, 1471 года. Византийские хронисты сообщают о землетрясении 1341 года, которое «достигло Крыма» и сопровождалось большим потопом: «море выступило из своих берегов на 10 верст и причинило вред неописанный».
Российский учёный-естествоиспытатель П. С. Паллас описывает землетрясения 1790 и 1793 годов. О землетрясении 1802 года оставил подробные свидетельства П. Сумароков, наблюдавший его в Севастополе. Сила землетрясения составляла 6 баллов. Большой паникой населения не только на Южном Берегу, но и в Симферополе сопровождалось ночное землетрясение 1838 года. 30 сентября 1869 года датируется сильное землетрясение с эпицентром возле Фороса, которое описал В. Кондараки. По его словам, колебания земли привели даже к разрушению весьма сейсмостойких генуэзских построек. От сильного гула и сотрясения земли население было объято паникой.
По одним источникам, землетрясение 13 июля 1875 года было несильным, по другим — его сила составляла до 7-8 баллов. Есть данные о январском землетрясении 1902 года. Документы таврического губернатора свидетельствуют о землетрясении 18 мая 1908 года, другие источники — о толчках силой 5-6 баллов 24 октября 1908 года. Воспоминания о землетрясении 26 декабря 1919 года свидетельствуют о большой разрушительной силе — был шторм необычайной силы, отмечаются разрушения в Ялтинском порту, повреждения телеграфной сети.

## Землетрясение 26 июня 1927 года

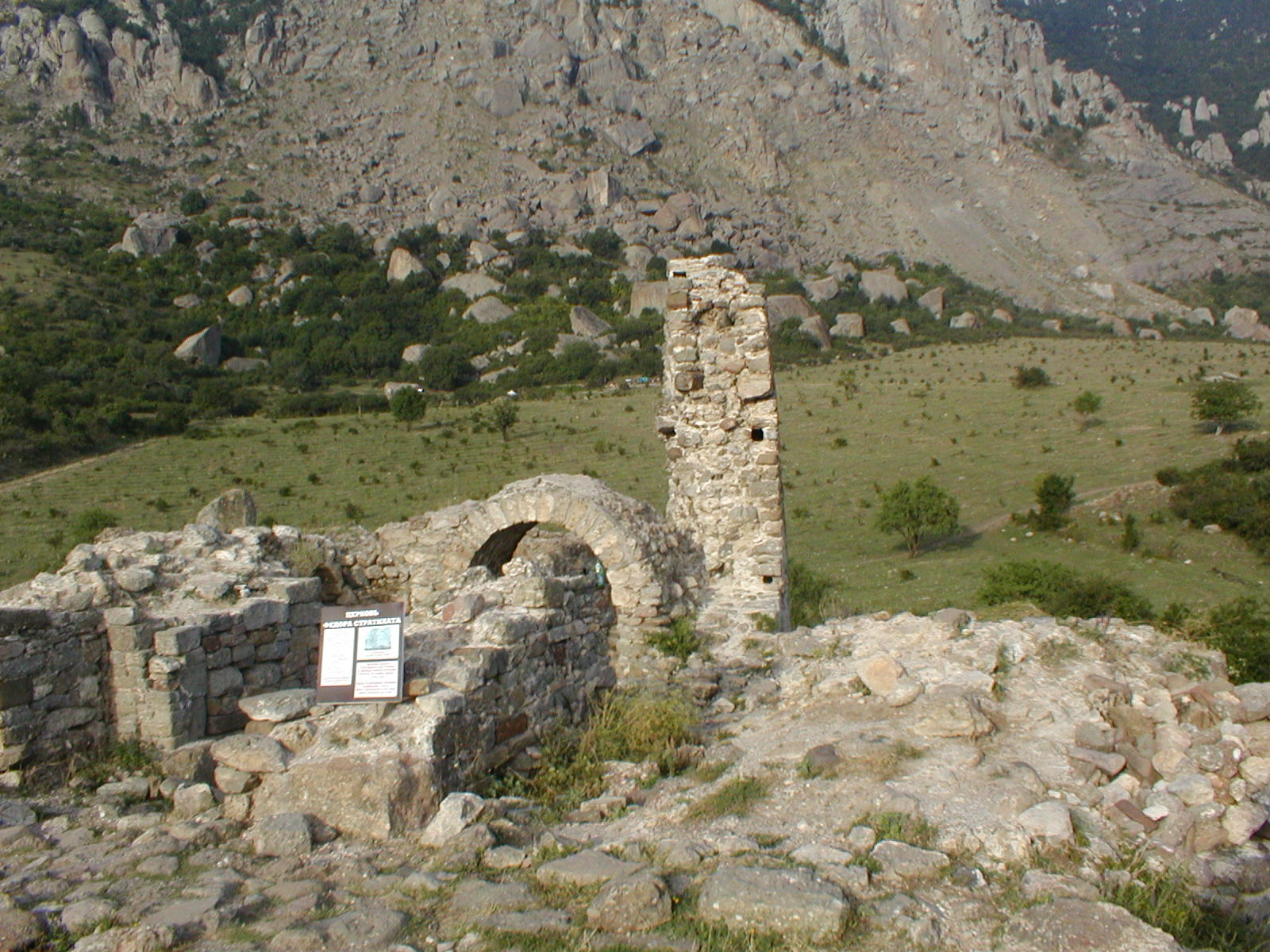
Современное состояние крепости Фуна как результат землетрясений 1927 г.

И хотя землетрясения происходили в Крыму ещё с древнейших времен, самые известные и самые разрушительные землетрясения случились в 1927 году. Первое из них произошло днём 26 июня. Сила землетрясения в этот день составила на Южном берегу 6 баллов. Оно не вызвало сколько-нибудь серьёзных разрушений и жертв, однако в результате возникшей в некоторых местах паники не обошлось без пострадавших.
Уже во время самого землетрясения рыбаки, находившиеся 26 июня 1927 года в 13:21 в море, отметили необычное волнение: при совершенно тихой и ясной погоде на воде образовалась мелкая зыбь и море как бы кипело. До землетрясения оно оставалось совершенно тихим и спокойным, а во время толчков послышался сильный шум. Те, кто в это время купался и нырял, были оглушены подводным грохотом. Глубина моря здесь заведомо составляла не менее нескольких десятков метров, и эти явления должны были отражать колебания дна моря или бурные эманации из глубин.
Очаговая область землетрясения располагалась под дном моря, к югу от посёлков Форос и Мшатка и, вероятно, вытягивалась поперек берега. За два часа до начала землетрясения в заливе между Аю-Дагом и мысом Плака, примерно в 40 м от берега, появилась длинная полоса пены, которая через несколько минут исчезла. При этом море, как свидетельствовали очевидцы, оставалось спокойным. Несомненно, на дне и в толще вод уже возникли возмущения, а этот район расположен в 30 км северо-восточнее ближайшего края зоны, где произойдут самые большие сотрясения. Следовательно, процессы подготовки этого землетрясения охватили область не менее чем в два раза большую, чем та, в которой находился очаг.
Как свидетельствуют очевидцы, после июньских толчков весь транспорт из Крыма был переполнен испуганными туристами, которые сразу же сорвались с места и возвращались домой. Несколько человек получили ушибы и ранения, погибших не было. Большие обвалы были в окрестностях Севастополя, в домах появились трещины, пострадали здания почты и одна из церквей. По сообщениям газет, общая сумма убытков превышала миллион рублей.

## Землетрясение 12 сентября 1927 года
Землетрясение 12 сентября 1927 года было значительно сильнее, и вызвало настоящую катастрофу — были погибшие (3 человека), раненые (65 человек), огромные разрушения. Очаг землетрясения располагался под морским дном, южнее Ялты, и был вытянут вдоль побережья.
Первые признаки землетрясения стали проявляться уже около 20 часов. Животные заметно беспокоились и отказывались от корма. Лошади тревожно ржали и срывались с коновязей, беспрерывно мычали коровы, собаки и кошки жались к своим хозяевам.
Отправившиеся на ночной лов рыбаки слышали гул на море между Алуштой и Судаком. Необычное при совершенно тихой погоде волнение в виде мелкой зыби, внешне похожее на «кипение моря», заставило даже самых храбрых вернуться на берег. Ровно в полночь по всему побережью завыли собаки. Через 15 минут сильный грохот оборвал этот вой. Земля колебалась. В домах лопались стекла, отваливалась штукатурка, трещали полы и потолки, грохотали железные листы на крышах, падали дымовые трубы. Люди проснулись. Из раскрытых окон раздавались вопли. За первым толчком, длившимся не более 10 секунд, последовал второй. Все бросились бежать из домов, у которых падали стены, раскалывались крыши, обрушивались балконы и карнизы. В горах гремели обвалы, море отошло от берега и вновь обрушилось на него бурной волной. Погас свет. Непрекращающиеся толчки, разваливающиеся строения, стоны раненых, массовые истерики и нелепые слухи вызвали необыкновенную панику. В Ялте «паническое настроение, — по словам очевидца Н. В. Кальина, — увеличилось беспокойством животных. Собаки, собравшись со всего города в стаи, особенно перед наступлением сильных толчков, с жалобным воем вылетали из темноты…».
В горах произошли обвалы и оползни, следы которых, как, например, на горе Демерджи, в горах под Судаком, находят и сейчас. В течение 11 часов произошло 27 сильных толчков. Всего за несколько дней было зарегистрировано более 200 толчков. На море под Севастополем появились огромные столбы дыма и огонь. Земля как бы билась в лихорадке. То и дело возникала паника. Сильные разрушения наблюдались и в Симферополе, многие деревни в предгорной и степной части Крыма были превращены в груды развалин. Землетрясение продолжалось несколько дней, даже 15 сентября ещё ощущались его толчки. Тогда Крым покинули все курортники. Большинство воспоминаний об этих днях содержат слова о том, что пережитое ими просто «не поддаётся описанию».
Наиболее мощные толчки привели к разрушениям построек прибрежной полосы суши от Алушты до Севастополя. В Алуште были повреждены гостиницы и Генуэзская башня, в Алупке — Воронцовский дворец и мечеть. Образовались завалы на шоссе под Ореандой, сильно пострадало село Оползневое, произошли обвалы на горе Кошка. В районе Ялты пострадало 70 % построек, в самом городе были повреждены гостиницы «Россия», «Ялта», жилые дома.

## Огненные явления на море
В 30 км к западу от Севастополя были замечены огневые столбы и завесы. А всё начиналось вечером 11 сентября. Тогда многие обратили внимание на какой-то особенный закат солнца. Гидролог профессор П. А. Двойченко вспоминал, как, направляясь в Херсонес, он увидел, что «западная часть неба была охвачена ярким буровато-оранжевым светом, который эффектно отсвечивал на гладкой поверхности Карантинной бухты. Как будто пылал пожар, яркий свет которого проходил через дымовую завесу. Отблеск от водяной поверхности был такой яркости, что лошадь бросалась в сторону и не хотела проехать близко к воде». После захода солнца разразилась сильная гроза, затем небо очистилось, и в нём засияла полная луна.
По свидетельствам очевидцев, во время землетрясения, они наблюдали «огонь красного цвета в виде сильной зарницы» в западном направлении, где грозовых туч тогда не было. Получается, что огненные вспышки действительно имели огромные размеры, поскольку были видны на расстоянии до 60—70 км. На мысе Лукулл наблюдалась огненная вспышка высотой около 500 м и шириной около 1,8 км. Эти вспышки были видны даже из Евпатории. Также из рассказов очевидцев из Феодосии, известно, что в 30 км по направлению к Анапе (то есть по другую сторону от основного очага и также на большом от него удалении), в море, тоже были замечены огненные столбы. Таким образом, оказывается, что вспышки огня, в том числе линейно распространявшиеся, имели место в Севастопольско-Евпаторийской, Судакской (условно) и Феодосийской зонах. В первой они наблюдались при главном землетрясении и последовавших той же ночью толчках, затем в начале октября, во второй — в первых числах октября. Часть из них безусловно связана с землетрясениями.
Уже в 1930-х годах допускали, что вспышки огня над водой связаны с загоранием метана, выходящего со дна моря через трещины, образовавшиеся при сейсмических подвижках. Ныне это подтвердили специалисты из Национального агентства морских исследований и технологий Украины. Случаи возникновения огненных факелов над водой в результате горения метана хорошо известны при грязевых извержениях в Бакинском архипелаге на Каспии. Следовательно, есть все основания считать, что вспышки огня в виде полос и пятен над водой маркируют трещины на дне, как это часто бывает на суше при сильных землетрясениях.
Согласно другим предположениям, мог гореть сероводород, который растворён в нижних слоях воды Чёрного моря и при определённых условиях мог дегазироваться и на поверхности вспыхнуть.
По одной из теорий строения Земли, в этот момент произошла активная дегазация водорода из земной коры вследствие её подвижек.

## В литературе
Первый толчок крымского землетрясения был описан в романе Ильфа и Петрова «12 стульев»:
Со звоном выскочили стекла, и зонтик с надписью «Я хочу Подколесина», подхваченный вихрем, вылетел в окно к морю. Остап лежал на полу, легко придавленный фанерными щитами.

Было двенадцать часов и четырнадцать минут. Это был первый удар большого крымского землетрясения 1927 года. Удар в девять баллов, причинивший неисчислимые бедствия всему полуострову, вырвал сокровище из рук концессионеров.
Михаил Зощенко в юмористическом рассказе «Землетрясение» передал ощущения сапожника-частника, который, будучи пьян, заснул как раз перед началом землетрясения, и проснулся после окончания толчков:
Только рано утром, часов, может, около шести, продрал свои очи наш Снопков. Проснулся наш Снопков под кипарисом и, значит, свой родной двор нипочём не узнаёт. Тем более ихнюю каменную будку свалило, а стена расползлась, и забор набок рухнул. Только что кипарис тот же, а всё остальное признать довольно затруднительно.
Владимир Маяковский посвятил этому событию 1927 года такие строки стихотворения «Крым»,
Рвало здесь
землетрясение

                        дороги петли,

сакли

      расшатало,

               ухватив за край,

развезувился

             старик Ай-Петри.

Ай-Петри!
А-я-я-я-яй!